# Festivals en Côte d'Ivoire
Pour les articles homonymes, voir festival (homonymie).
 (avril 2023).

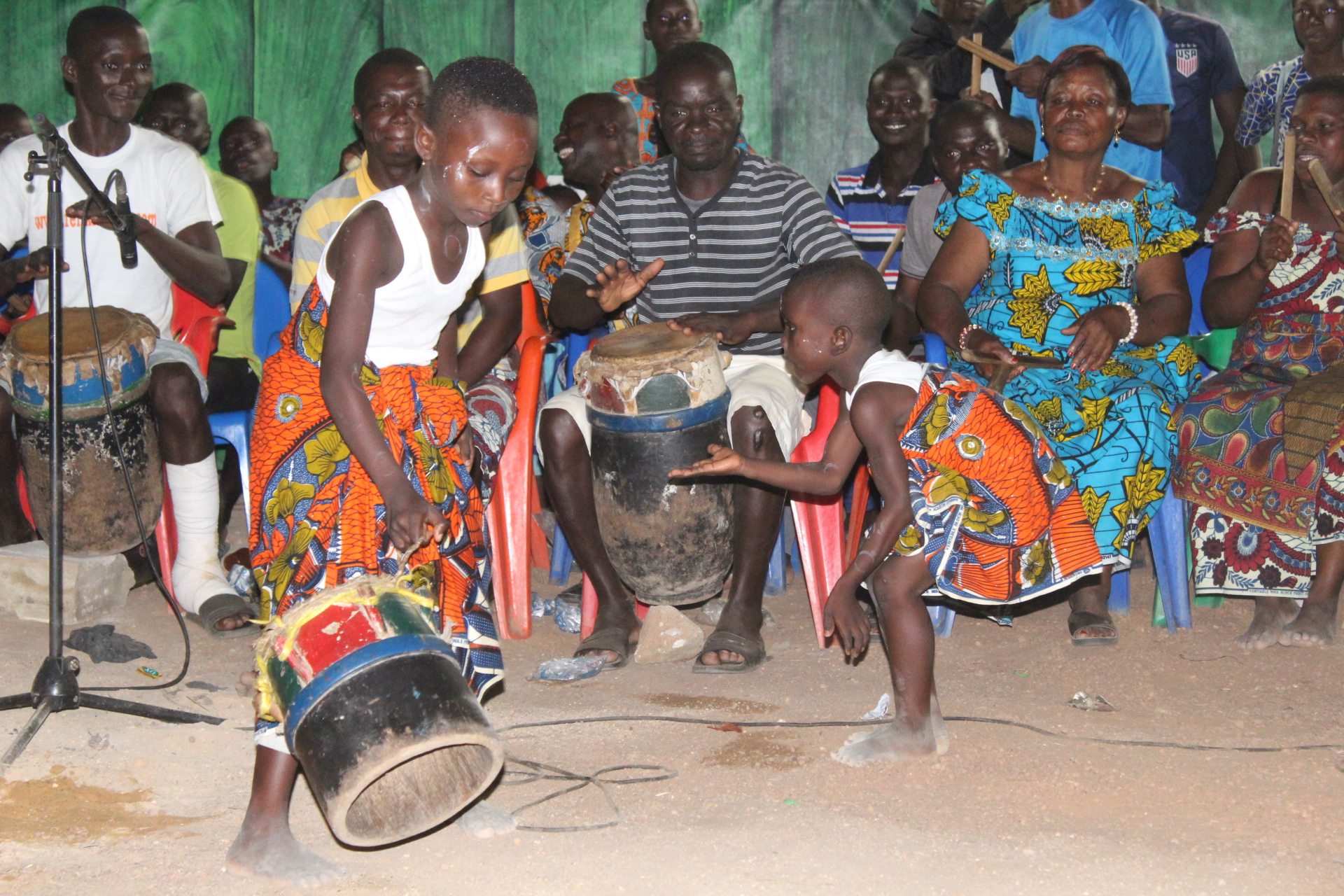
Sanwi festival 04

Les festivals en Côte d'Ivoire reflètent la diversité des cultures et du patrimoine de ce pays qui compte plus de soixante ethnies regroupées en quatre grands groupes.

## Festivals traditionnels

### Abissa

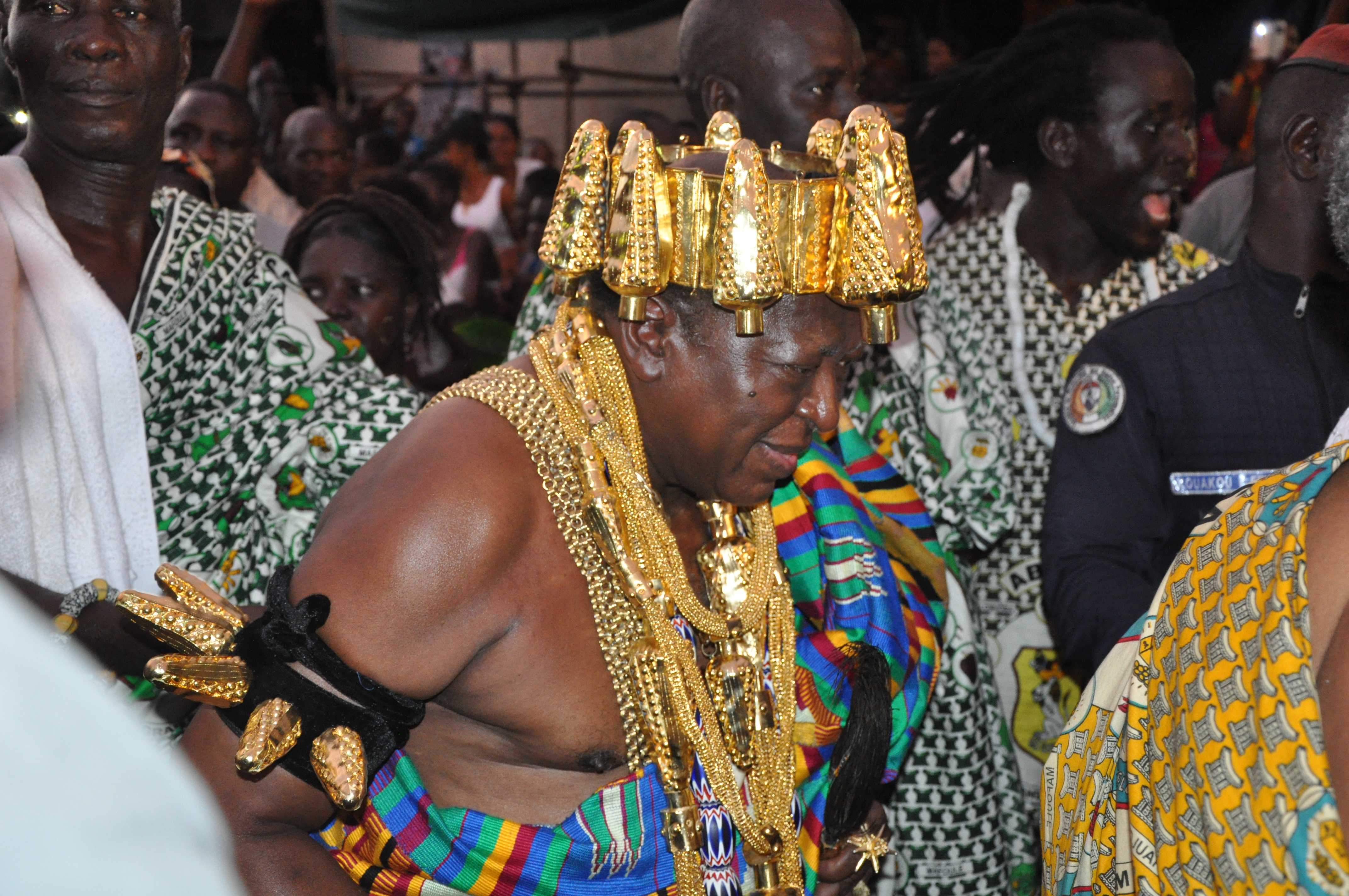
Le roi des N'Zima lors de l'Abissa

Le festival de l'Abissa est le nouvel an du peuple N’Zima. Il est organisé chaque année dans la ville de Grand-Bassam, première capitale historique de la Côte d'Ivoire, vers la fin du mois d'octobre et le début du mois de novembre,,,,,.

### Fête des ignames
La fête des ignames est une fête annuelle célébrée par les ethnies akans dans les villes de l'est de la Côte d'Ivoire. Elle symbolise la fin d’une récolte vivrière abondante. Elle marque la nouvelle l’année. La fête est l’occasion de communier avec les esprits des ancêtres.

#### Adayé Késsié
L’Adayé Kessié est une grande fête du royaume bron, célébrée chaque année en novembre dans la principauté de l’Akidom, à Tabagne, et dans différents site du royaume pour lui donner un aspect populaire,,,.
L’Adayé Késsié marque chez le peuple Bron la fin d’un processus qui est la fête du Tiendé ; la célébration de la récolte de l’igname qui est un tubercule, et un produit alimentaire principal de la région,,,. Une grande parade royale suivie de ses chefs de provinces clôt le Festival,,.
Les Bron font partie du peuple Akan, et se caractérisent par leur organisation sociale structurée, et par leur richesse culturelle.

### Fête de Pâques de Bonoua
Cette célébration a lieu dans la ville de Bonoua et marque la fin de la saison de la récolte du cacao. Elle est caractérisée par des danses traditionnelles, des défilés colorés et des cérémonies religieuses.

### Fête du Dipri
Ce festival traditionnel des peuples Gouro de la région de Bouaké est célébré pour honorer les ancêtres et comprend des danses masquées, des performances artistiques et des rituels religieux.

### Festival Kalamon Yepafori de Doropo
« Kalamon Yepafori », qui signifie « Bonne année » en Lobi, est un moment de rassemblement des fils et filles de la région, pour célébrer la cohésion, les retrouvailles et la vulgarisation des diversités culturelles des peuples du Boukani,,.
C'est un rendez-vous de mise en  lumière de l'art, la danse et la gastronomie des peuples Lobi, Koulango, Lohon et Mossi,.

## Festivals «tradi-modernes»

### Festival des masques à Man (Gueveha)
Ce festival annuel, dont la première édition a eu lieu en 1997, se tient dans la ville de Man, dans la région de la Tonkpi. Appelé Gueveha ("nombreux masques" en langue yakouba), il rassemble des masques et des danseurs sortis de leurs villages et forêts qu'ils ne quittent presque jamais.
Les masques jouent un rôle central dans la culture de la région, et ce festival est l'occasion de célébrer cet aspect de l'héritage culturel ivoirien.

## Festivals modernes

### Marché des Arts du Spectacle Africain (MASA)
Le MASA est un marché africain organisé tous les deux ans en Côte d’Ivoire, à Abidjan, depuis les années 93 pour faire la promotion des arts vivants (la musique, le théâtre et la danse), contribuer à la formation des artistes et à la production de spectacles de qualité.
Le MASA est un tremplin pour les troupes artistiques et artistes,,.
C'est une plateforme d’expression, de rencontres, d’échange et d’exposition pour les férus et acteurs culturels,.
Ce festival est un carrefour des professionnels pour la mise en place de booking,,.
Il se déroule entre le Palais de la culture et diverses salles et places de spectacle dans la ville d’Abidjan et périphéries,.

### Festival des musiques urbaines d’Anoumabo (FEMUA)

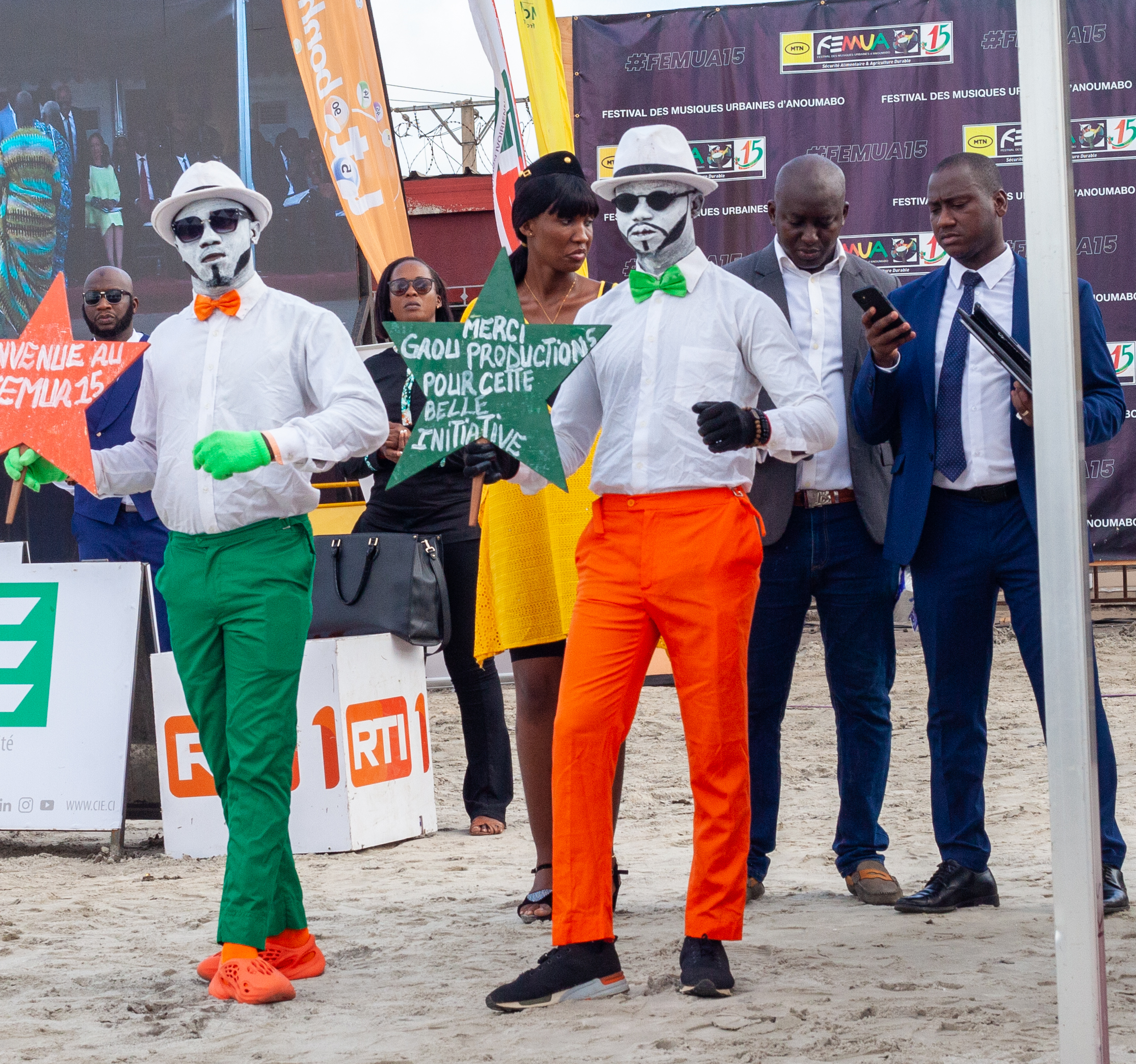
Wikifemua jour 1 - 1

Organisé à Anoumabo, un sous quartier populaire de Marcory, à Abidjan, que se tient le FEMUA,,,.
Créé en 2008 sur l’initiative de Salif Traoré dit A'salfo, lead vocal du groupe ivoirien Magic System ; le festival d’Anoumabo a pour objectif de célébrer la musique urbaine, et de soutenir les familles en difficulté, à travers des dons,,,.
Le FEMUA, est une initiative à caractère culturel et social qui donne un aspect tout particulier à ce festival, et fait de ce village d’Anoumabo, un temple de bonheur et de bien vivre,,.

### Popo carnaval

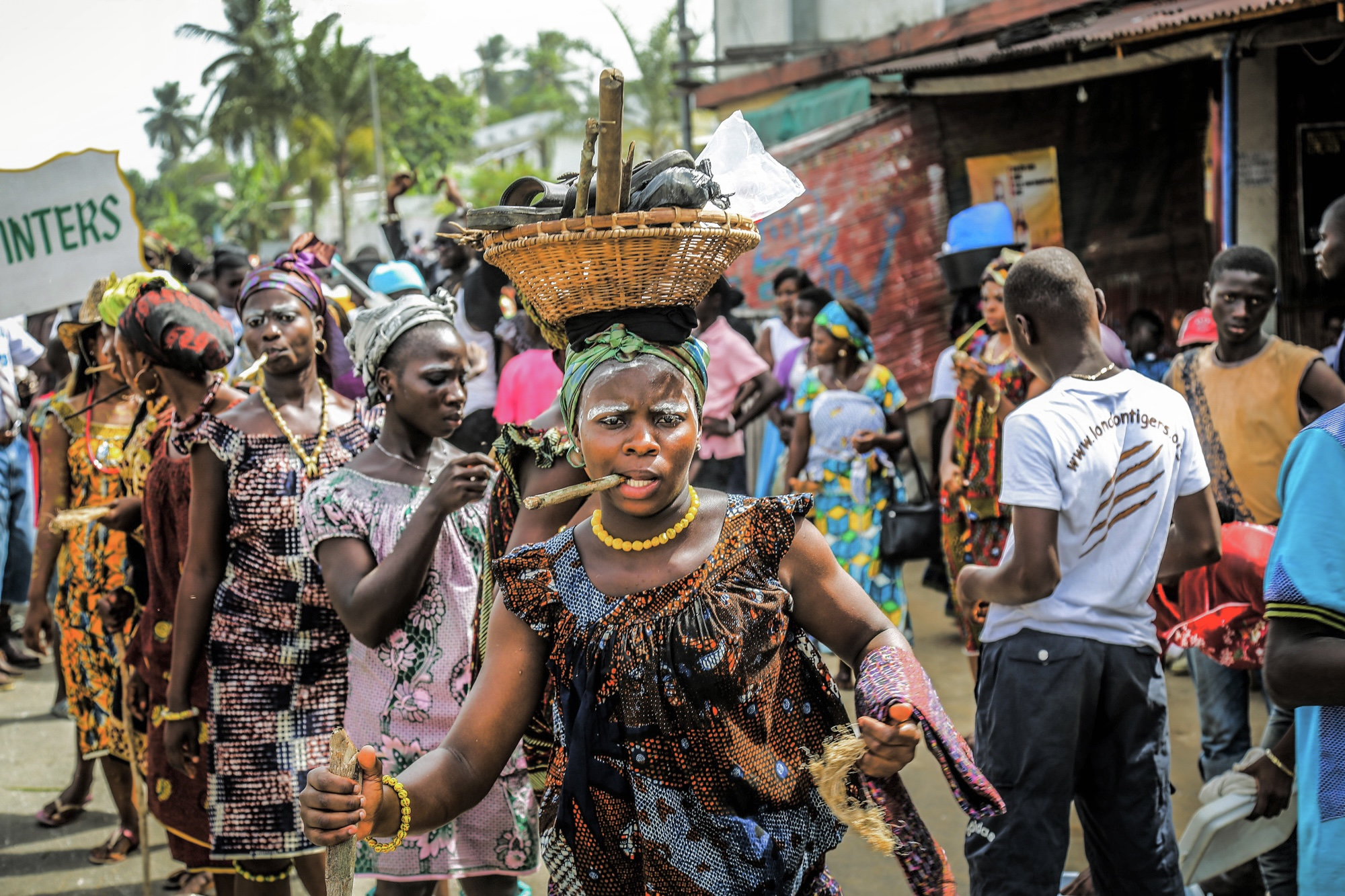
Chant de labeurs

Le Popo Carnaval est une rencontre carnavalesque créé il y a plus de 30 ans à Bonoua,,.
Célébré tous les ans dans la ville de Bonoua, à moins de 100 km d'Abidjan, le Popo carnaval ou le carnaval des masques du peuple Abouré, est une plateforme promotrice de l’art, de la culture et du tourisme,,.
Durant toute une semaine, les autochtones et touristes prennent plaisir à des défilés de fanfare, d’hommes masqués, de rencontres sportives, de célébrations coutumières,,.
Des défiles de majorettes et de clowns, une élection de reine de beauté, des danses folkloriques et la cerise sur le gâteau, le bal masqué qui met fin à la cérémonie,,.

### Afrik Fashion Show
Le festival de mode "Afrik Fashion Show " ,,,est un rendez-vous annuel de la mode, qui se tient à Abidjan, et où se rencontrent les stars de la mode, les mannequins, avec les stylistes, coiffeurs, créateurs et concepteurs, pour présenter leurs plus belles collections à un parterre d’invités, de célébrités, de personnalités et de férus de mode,,,,,.